# Casteldelci
Casteldelci är en ort och kommun i provinsen Rimini i regionen Emilia-Romagna i Italien. Kommunen hade 384 invånare (2018).